# Arachnacris amboinensis
Arachnacris amboinensis är en insektsart som först beskrevs av Donovan 1802.  Arachnacris amboinensis ingår i släktet Arachnacris och familjen vårtbitare. Inga underarter finns listade i Catalogue of Life.